# 礼芳村
礼芳村，是中华人民共和国江西省景德镇市浮梁县蛟潭镇下辖的一个村。
2016年12月9日，浮梁县礼芳村公布为第四批中国传统村落。
2019年1月21日，浮梁县礼芳村公布为第七批中国历史文化名村。